# ثولين

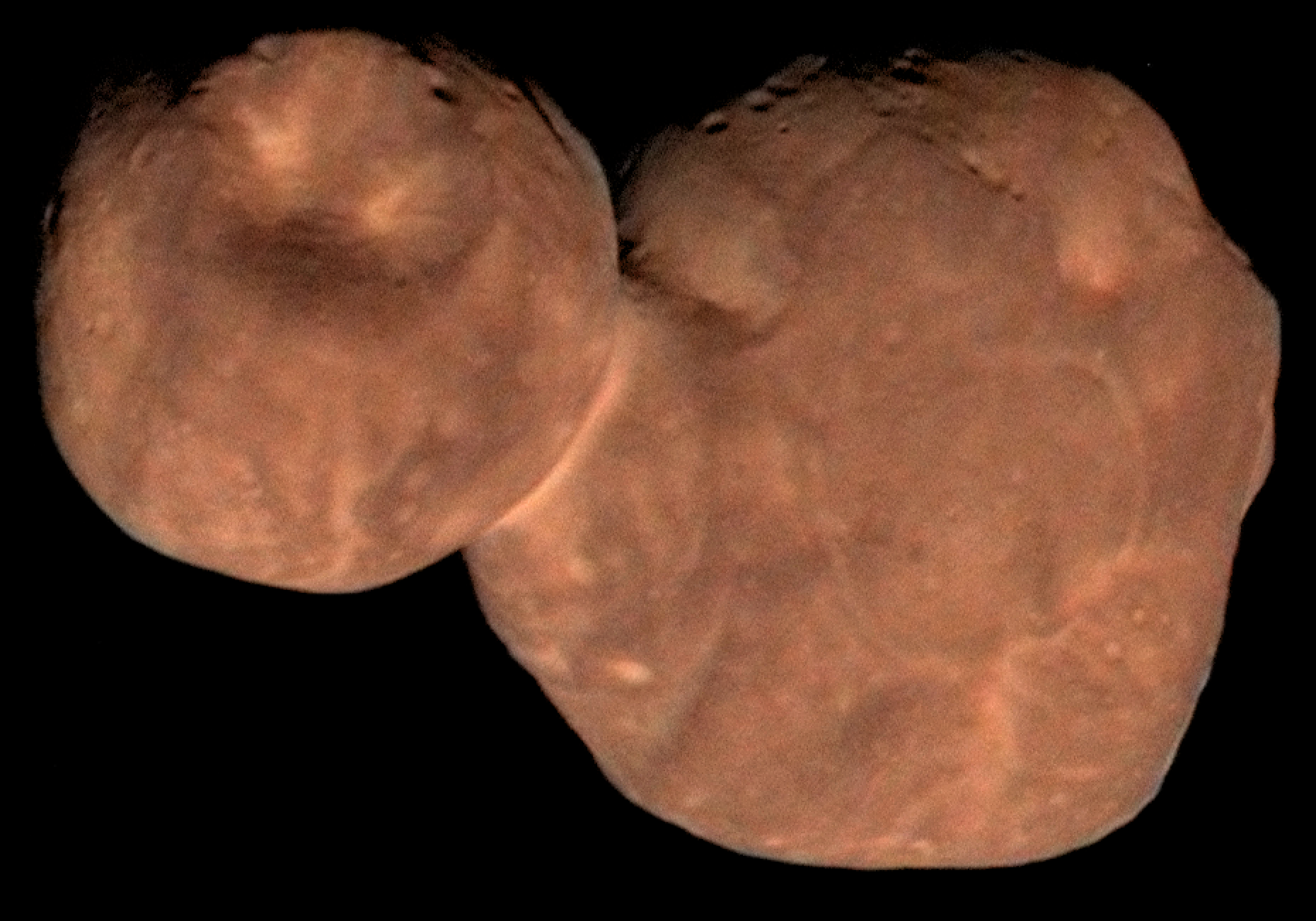
صورة مركبة ملونة من New Horizons لـلكويكب (486958) 2014 MU69 تظهر لونه الأحمر من الثولين على سطحه.

ثولين Tholin (عن اليونانية θολός ( tholós ) "ضبابي" أو "موحل" ؛  من الكلمة اليونانية القديمة التي تعني "حبر بني داكن") عبارة عن مجموعة متنوعة من المركبات العضوية التي تشكلت بواسطة الأشعة فوق البنفسجية الشمسية أو الأشعة الكونية على مركبات بسيطة تحتوي على الكربون مثل ثاني أكسيد الكربون ، و الميثان CH4 أو الإيثان C2H6 ، غالبًا بالاشتراك مع النيتروجين N2 أو الماء H2O. الثولين عبارة عن مواد شبيهة بالبوليمر غير مرتبة ، مصنوعة من سلاسل متكررة لوحدات فرعية مرتبطة ،ومجموعات معقدة من المجموعات الوظيفية ، مثل النتريل والهيدروكربونات وأشكالها المتحللة كالأمينات والفينيل . لا يتشكل الثولين بشكل طبيعي على الأرض في العصر الحديث ، ولكنها توجد بكثرة على أسطح الأجرام الجليدية في النظام الشمسي الخارجي ، وكهباء ضارب إلى الحمرة في الغلاف الجوي للكواكب والأقمار الخارجية للنظام الشمسي.
في وجود الماء ، يمكن أن تكون الثولينات مواد خام لكيمياء البريبايوتيك (أي الكيمياء غير الحية التي تشكل المواد الكيميائية الأساسية التي تتكون منها الحياة). وجودها له آثار على أصول الحياة على الأرض وربما على الكواكب الأخرى. كجسيمات في الغلاف الجوي ، تشتت الثولينات الضوء ، ويمكن أن تؤثر على القابلية للسكنى .
يمكن إنتاج الثولينات في المختبر ، وعادة ما تتم دراستها كمزيج غير متجانس من العديد من المواد الكيميائية مع العديد من الهياكل والخصائص المختلفة. باستخدام تقنيات مثل التحليل الحراري الوزني ، يقوم علماء الكيمياء الفلكية بتحليل تكوين خلائط الثولينات هذه ، و تعيين الخواص الدقيقة للمواد الكيميائية الفردية داخلها.

## نظرة عامة

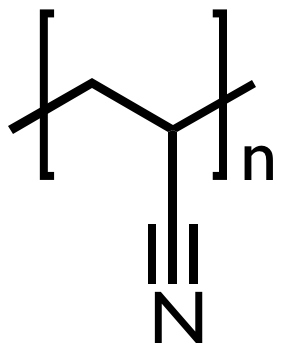
بولي أكريلونيتريل ، أحد المكونات البوليمرية المفترضة للثولين ، معظمها في شكل متحلل كيميائيًا مثل البوليمرات التي تحتوي على مجموعات النتريل والأمينية. يتم استخدامه بشكل تجريبي لإنشاء خلائط الثولينات.

مصطلح "ثولين" صاغه عالم الفلك كارل ساجان وزميله بيشون خير لوصف المواد التي يصعب وصفها التي حصلوا عليها في تجارب ميلر-أوري على مخاليط الغاز المحتوية على الميثان مثل تلك الموجودة في الغلاف الجوي للكوكب لتيتان. رسالتهم العلمية اقترحت اسم "ثولين":
على مدار العقد الماضي ، كنا ننتج في مختبرنا مجموعة متنوعة من المواد الصلبة العضوية المعقدة من مخاليط الغازات الوفيرة كونيًا CH4 ، و C2H6 ، و NH3 ، و H2O و HCHO و H2S . المنتج الذي يتم تصنيعه بواسطة الضوء فوق البنفسجية (UV) أو التفريغ الكهربي يكون عبارة عن بقايا بنية وأحيانًا لزجة ، وقد اختير تسميتها هكذا بسبب مقاومتها للكيمياء التحليلية التقليدية ، إنها "بوليمر مستعص على الحل". [. . . ] نقترح ، كمصطلح وصفي مبدئي ، ثولينات"tholins" (Gk Θὸλος ،عن اليونانية بمعنى "موحل" ؛ ولكن أيضًا Θoλòς ، "قبو" أو "قبة") ، على الرغم من إغراءنا بعبارة "star-tar".
الثولينات ليس مركبًا واحدًا محددًا ولكنه بالأحرى وصف لمجموعة من الجزيئات ، بما في ذلك البوليمرات غير المتجانسة ،  التي تعطي سطحًا عضويًا ضارب إلى الحمرة على أسطح كوكبية معينة. الثولينات عبارة عن مواد شبيهة بالبوليمر غير مرتبة مصنوعة من سلاسل متكررة لوحدات فرعية مرتبطة ومجموعات معقدة من المجموعات الوظيفية في الكيمياء. ملاحظة "ساجان" و "خاره" "ستعتمد خصائص الثولين على مصدر الطاقة المستخدمة، والوفرة الأولية للسلائف ، ولكن من الواضح وجود تشابه فيزيائي وكيميائي عام بين مختلف الثولينات." 
يفضل بعض الباحثين في هذا المجال تعريفًا ضيقًا للثولين ، على سبيل المثال كتب إس. هورست :"أنا شخصياً أحاول استخدام كلمة "tholins" فقط عند وصف العينات المنتجة في المختبر ، ويرجع ذلك جزئيًا إلى أننا لا نعرف حتى الآن مدى تشابه المواد التي ننتجها في المختبر مع المواد الموجودة في أماكن مثل Titan أو Triton ( أو بلوتو). "  يستخدم الباحثون الفرنسيون أيضًا مصطلح الثولين فقط عند وصف العينات المنتجة في المختبر بأنها نظائرها. كما يفضل علماء ناسا أيضًا كلمة "ثولين" لمنتجات المحاكاة المعملية ، ويستخدمون مصطلح "مترسبات حرارية" للمشاهدات الفعلية لأجسام فلكية.

## تشكيلها

تكوين الثولين في الغلاف الجوي لتيتان

قد تكون الثولينات مكونًا رئيسيًا للوسط النجمي . على تيتان ، بدأت الكيمياء الخاصة بهم على ارتفاعات عالية وتشارك في تكوين الجسيمات العضوية الصلبة. عناصرها الأساسية هي الكربون والنيتروجين والهيدروجين. أكد التحليل الطيفي للأشعة تحت الحمراء في المختبر للثيولين المركب تجريبياً التعريفات السابقة للمجموعات الكيميائية الموجودة ، بما في ذلك الأمينات الأولية ، والنيتريل ، وأجزاء الكيل مثل CH2 / CH3 تشكيل المواد الصلبة الجزيئية المعقدة . أنتجت الاختبارات المعملية مواد صلبة معقدة تكونت من تعرض N2 : CH4 مخاليط غازية للتفريغ الكهربائي في ظروف البلازما الباردة ، تذكرنا تجربة ميلر-أوريUrey الشهيرة التي أجريت عام 1952.
كما هو موضح إلى اليمين ، يُعتقد أن الثولين يتشكل في الطبيعة من خلال سلسلة من التفاعلات الكيميائية المعروفة باسم الانحلال الحراري والانحلال الإشعاعي . يبدأ هذا بتفكك وتأين النيتروجين الجزيئي ( N2 ) والميثان ( CH4 ) بواسطة الجسيمات النشطة والإشعاع الشمسي. يتبع ذلك تكوين الإيثيلين والإيثان والأسيتيلين وسيانيد الهيدروجين وجزيئات بسيطة أخرى وأيونات موجبة صغيرة. تشكل التفاعلات الإضافية البنزين والجزيئات العضوية الأخرى ، وتؤدي بلمرتها إلى تكوين رذاذ من جزيئات أثقل ، والتي تتكثف بعد ذلك وتترسب على سطح الكوكب . تميل الثولينات المتكونة عند ضغط منخفض إلى احتواء ذرات النيتروجين في الجزء الداخلي من جزيئاتها ، في حين أن الثولينات المتكونة عند ضغط مرتفع من المرجح أن تحتوي على ذرات نيتروجين تقع في مواضع نهائية من الجزيئات .
تختلف هذه المواد المشتقة من الغلاف الجوي عن Ice tholin II ، والتي تتشكل بدلاً من ذلك عن طريق التشعيع ( التحلل الإشعاعي) لمركبات clathrates من الماء والمركبات العضوية مثل الميثان ( CH4 ) أو الإيثان ( C2H6 ). لا يعتمد التحضير الناجم عن الإشعاع على الجليد على درجة الحرارة.

## الأهمية البيولوجية
يعتقد بعض الباحثين بأن الأرض قد تكون قد "بـُذرت" بالمركبات العضوية في وقت مبكر من تطورها بواسطة المذنبات الغنية بالثولين ، مما يوفر المواد الخام اللازمة لتطور الحياة  (انظر تجربة ميلر-أوري للمناقشة المتعلقة بهذا) . لا توجد الثولين بشكل طبيعي على الأرض الحالية بسبب الخصائص المؤكسدة لمكون الأكسجين الحر في غلافها الجوي منذ حدث الأكسجة العظيم منذ حوالي 2.4 مليار سنة.
تشير التجارب المعملية  إلى أن الثولين بالقرب من برك كبيرة من الماء السائل الذي قد يستمر لآلاف السنين يمكن أن يسهل تكوين كيمياء البريبايوتيك ،  وأن يكون له آثار على أصول الحياة على الأرض وربما كواكب أخرى. أيضًا ، كجسيمات في الغلاف الجوي لكوكب خارج المجموعة الشمسية تؤثر الثولينات على تشتت الضوء وتعمل كحاجز لحماية أسطح الكواكب من الأشعة فوق البنفسجية ، مما يؤثر على قابلية السكن . وقد جدت المحاكاة المعملية بقايا مشتقة تتعلق بالأحماض الأمينية وكذلك اليوريا ، مع آثار بيولوجية فلكية مهمة.
على الأرض يمكن لمجموعة متنوعة من بكتيريا التربة استخدام الثولين المنتج في المختبر كمصدر وحيد للكربون. يمكن أن يكون الثولين أول غذاء ميكروبي للكائنات الدقيقة غيرية التغذية قبل أن يتطور الضمور الذاتي.

## الحدوث

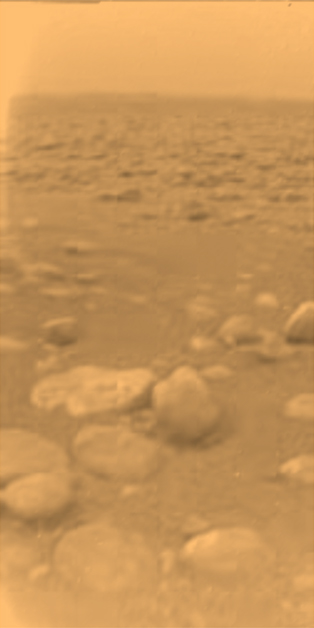
سطح تيتان كما شوهد من مسبار Huygens. يُشتبه في أن الثولينات هي مصدر اللون المحمر لكل من السطح والضباب الجوي.

لاحظ "ساجان" و "كاره" وجود الثولين في مواقع متعددة: "كمكوِّن لمحيطات الأرض البدائية وبالتالي ذات صلة بأصل الحياة ؛ وكمكون من الهباء الجوي الأحمر في الأغلفة الجوية للكواكب الخارجية وتيتان ؛ وموجودة في المذنبات ، والكويكبات الكوندريتية الكربونية carbonaceous chondrites ، والسدم الشمسية وما كان قبل الكواكب ؛ وكمكون رئيسي للوسط النجمي . "  أسطح المذنبات ، والقنطور ، والعديد من الأقمار الجليدية وأجسام حزام كايبر في النظام الشمسي الخارجي غنية برواسب الثولينات.

### أقمار

#### تيتان
ثولينات تيتان هي مواد عضوية غنية بالنيتروجين  تنتج عن طريق تشعيع الخلائط الغازية من النيتروجين والميثان الموجودة في الغلاف الجوي وسطح تيتان. يتكون الغلاف الجوي لتيتان من 97٪ نيتروجين ،و 2.7 ٪ ميثان ،وكميات قلية جدا المتبقية من الغازات الأخرى. في حالة تيتان ، يُعتقد أن كلا من الضباب واللون البرتقالي الأحمر لغلافه الجوي ناتجا عن وجود الثولينات.

#### القمر أوروبا

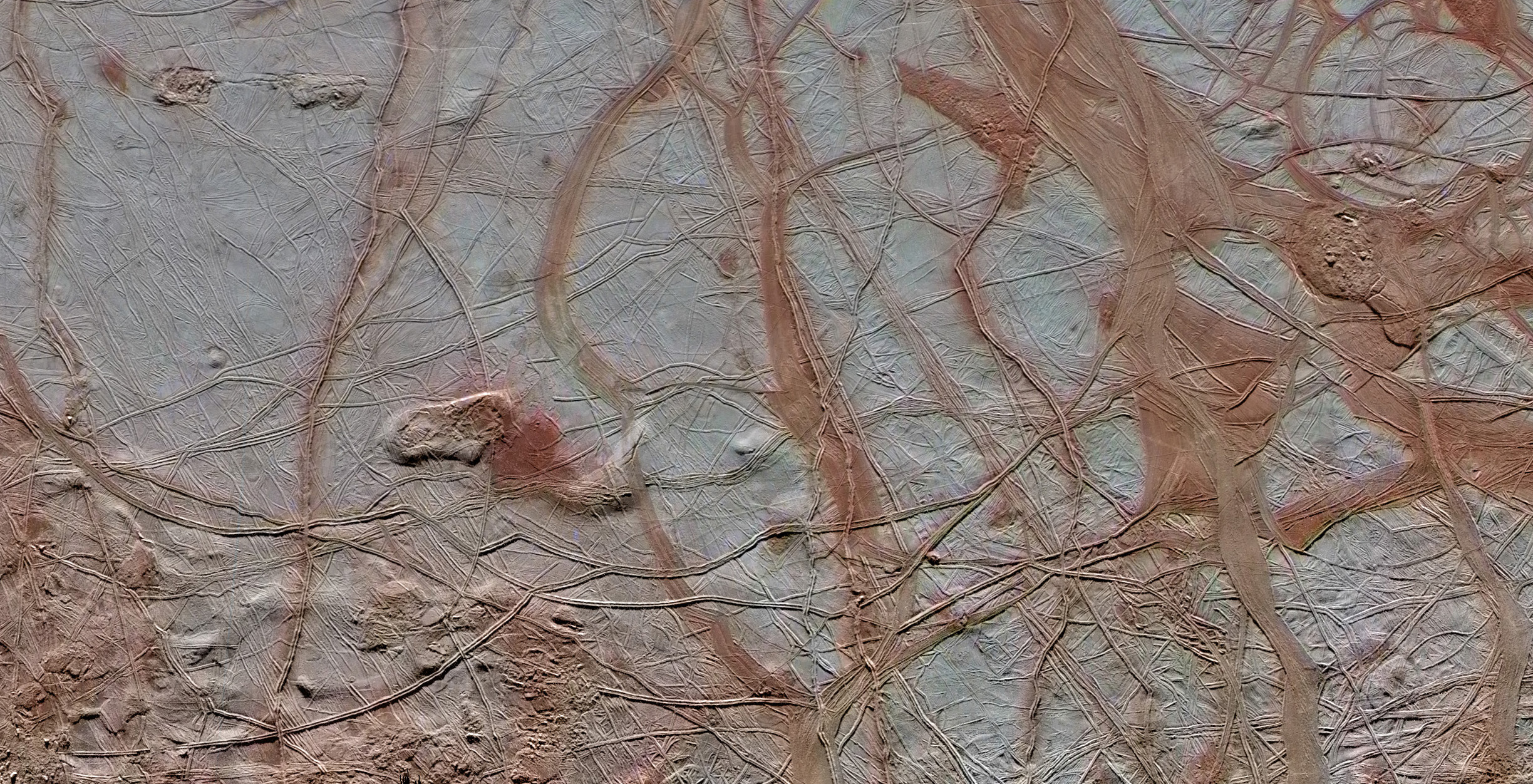
الكسور الخطية على سطح "أوروبا" من المحتمل أن تكون ملوّنة بالثيولينات.

يُعتقد أن المناطق الملونة على قمر المشتري أوروبا هي ثولينات. يشير الشكل المورفولوجي للحفر والتلال الناتجة عن تأثير أوروبا إلى تسرب المواد المميعة من الكسور حيث يحدث الانحلال الحراري والانحلال الإشعاعي . من أجل توليد الثولينات الملونة على أوروبا ، يجب أن يكون هناك مصدر للمواد (الكربون والنيتروجين والماء) ، ومصدر للطاقة لتحريك التفاعلات. يُفترض أن الشوائب الموجودة في قشرة الجليد المائي في أوروبا تظهر من الداخل كأحداث بركانية جليدية تطفو على السطح من جديد للجسم ، وتتراكم من الفضاء على شكل غبار بين الكواكب.

#### ريا

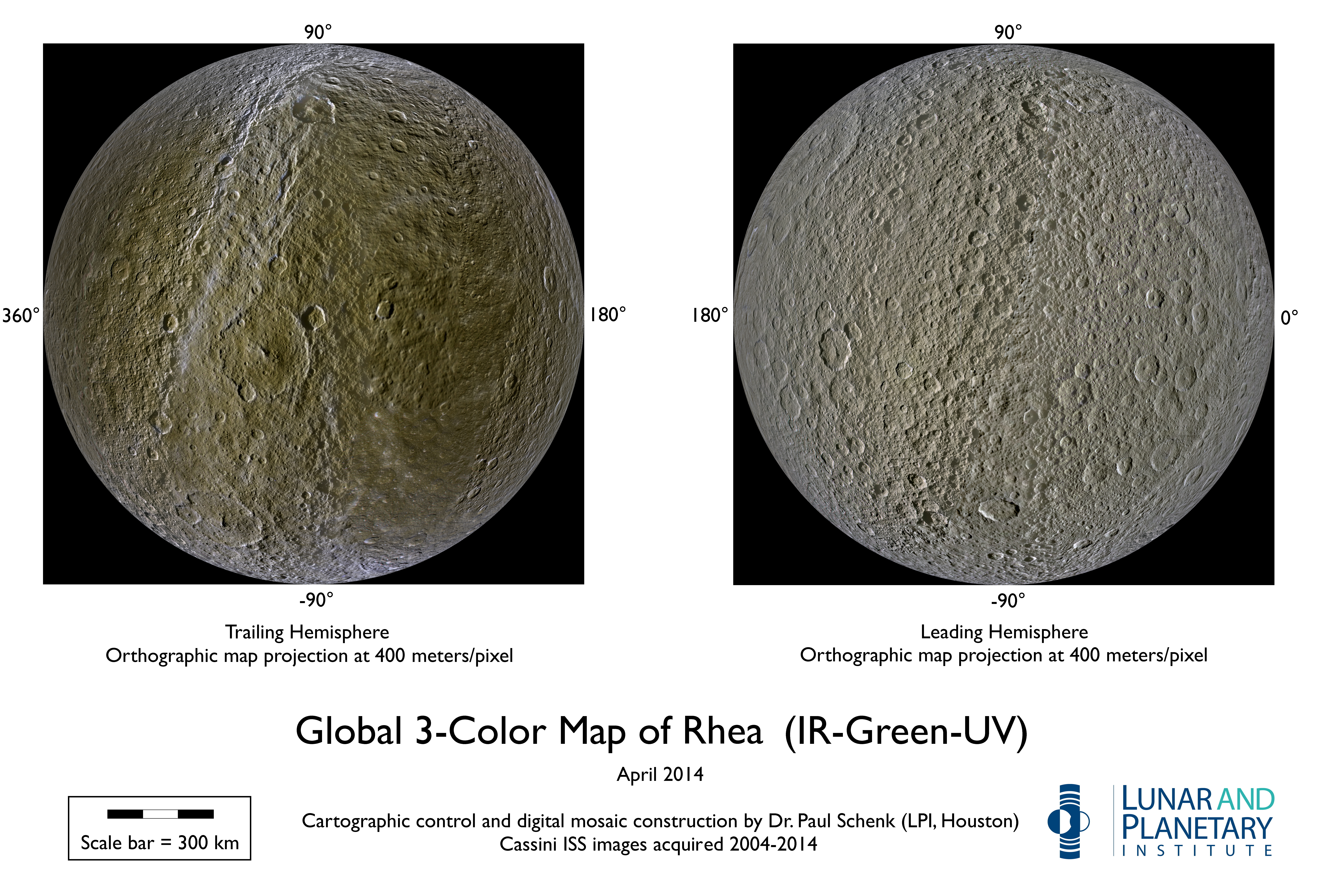
نصف الكرة المتعرج لقمر زحل ريا مغطى بالثولينات.

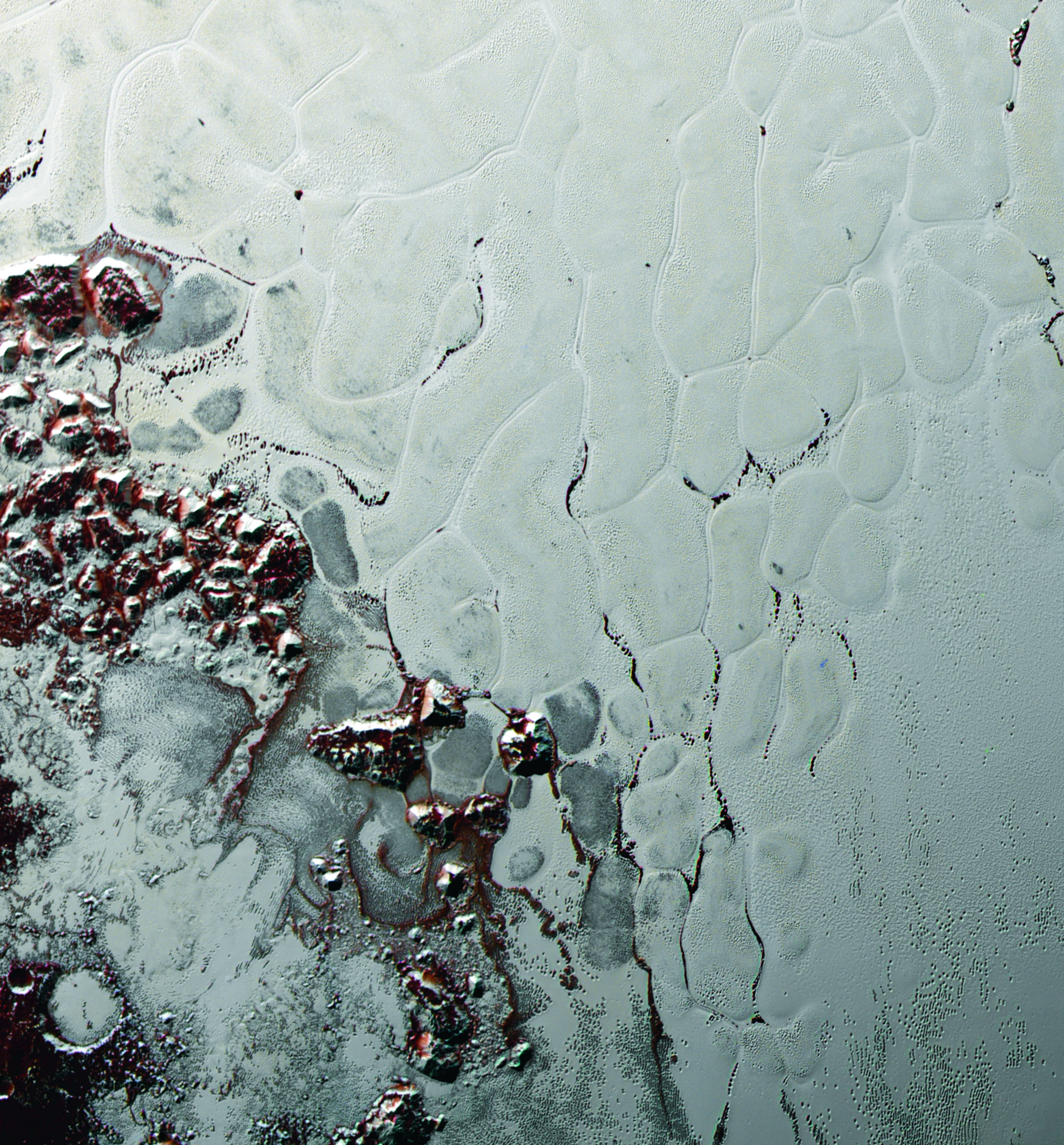
منظر عن قرب لـ Sputnik Planitia على بلوتو كما تراه مركبة الفضاء New Horizons ، يُظهر الأنهار الجليدية النيتروجينية والثولينات ذات اللون الأحمر.

يُعتقد أن المناطق المظلمة الواسعة في نصف الكرة المتعرج لقمر زحل ريا قد ترسبت بالثولينات.

#### تريتون
لوحظ أن قمر نبتون تريتون له خاصية اللون المحمر التي تميز الثولينات. يتكون الغلاف الجوي لتريتون في الغالب من النيتروجين ، مع كميات ضئيلة من الميثان وأول أكسيد الكربون.

### أقزام كوكبية

#### بلوتو
توجد الثولينات على كوكب بلوتو القزم  وهي مسؤولة عن الألوان الحمراء  بالإضافة إلى الصبغة الزرقاء للغلاف الجوي لبلوتو . يُعتقد أن الغطاء البني المحمر للقطب الشمالي لشارون ، وهو الأكبر من بين خمسة أقمار لبلوتو ، يتكون من ثولينات ، ينتج من  والنيتروجين والغازات ذات الصلة المنبعثة من الغلاف الجوي لبلوتو والتي انتقلت مسافة أكثر من 19,000 كـم (12,000 ميل) إلى القمر الذي يدور حوله.

#### سيريس
تم اكتشاف ثولينات على الكوكب القزم سيريس بواسطة مهمة Dawn . معظم سطح الكوكب غني للغاية بالكربون ، مع وجود ما يقرب من 20٪ من الكربون بالكتلة في سطحه القريب. محتوى الكربون أعلى بخمس مرات من النيازك الكربونية الكوندريتية التي تم تحليلها على الأرض.

#### ميكماكي
يعرض ميكماكي Makemake الميثان وكميات كبيرة من الإيثان والثيولينات ، بالإضافة إلى كميات أصغر من الإيثيلين والأسيتيلين والألكانات عالية الكتلة ، والتي من المحتمل أن تكون ناتجة عن التحلل الضوئي للميثان عن طريق الإشعاع الشمسي.

### أجسام حزام كايبر والقنطور
اللون المحمر النموذجي للثيولينات هو سمة من سمات العديد من الأجسام عبر نبتون ، بما في ذلك البلوتينات في النظام الشمسي الخارجي مثل 28978 Ixion . تشير الانعكاسات الطيفية للقنطور أيضًا إلى وجود الثولينات على أسطحها. كشف استكشاف نيو هورايزونز لجسم حزام كايبر الكلاسيكي 486958 أروكوث عن لون ضارب إلى الحمرة على سطحه ، مما يوحي بوجود الثولينات.

### المذنبات والكويكبات
تم اكتشاف الثولينات في الموقع بواسطة بعثة Rosetta إلى المذنب 67P / Churyumov-Gerasimenko . لا تعتبر الثولينات من سمات الكويكبات الموجودة في الحزام الرئيسي ، ولكن تم اكتشافها على الكويكب 24 ثيميس .

### ثولينات خارج النظام الشمسي
ربما تم اكتشاف الثولينات أيضًا في النظام النجمي للنجم الشاب HR 4796A باستخدام كاميرا الأشعة تحت الحمراء القريبة ومطياف الأجسام المتعددة (NICMOS) على متن تلسكوب هابل الفضائي. يبعد نظام HR 4796 حوالي 220 سنة ضوئية عن الأرض.
تُظهر النماذج أنه حتى عندما تكون بعيدة عن الأشعة فوق البنفسجية للنجم ، قد تكون جرعات الأشعة الكونية كافية تمامًا لتحويل حبيبات الجليد المحتوية على الكربون بالكامل إلى مواد عضوية معقدة في أقل من عمر السحابة البينجمية النموذجية.

## أنظر أيضا
- Abiogenesis – Natural process by which life arises from non-living matter
- Asphaltene – Heavy organic molecular substances that are found in crude oil
- Hemolithin – Protein claimed to be of extraterrestrial origin
- Kerogen – Solid organic matter in sedimentary rocks
- PAH world hypothesis – Hypothesis about the origin of life
- Pseudo-panspermia – Supported hypothesis for the origin of life